# Томпсон, Питер (североирландский футболист)
Пи́тер То́мпсон (англ. Peter Thompson; род. 2 мая 1984, Белфаст) — североирландский футбольный нападающий.

## Биография

### Линфилд
Свою футбольную карьеру Уильям начал в клубе «Линфилд» из Северной Ирландии. Первые несколько сезонов, в основном, выходил на замену, постепенно становившись игроком основы.
Окончательно закрепил место в основном составе в сезоне 2004/05, забив 27 мячей в 43 матчах. Своей игрой привлёк внимание тренера сборной.
В сезоне 2005/06 стал лучшим бомбардиром чемпионата, забив 25 голов.
В следующем сезоне улучшил результат, отличившись 31 мячом в 51 матче. В сезоне 2007/08 он сумел забить 44 мяча за 48 матчей.
В сезоне 2008/09 до перехода в английский «Стокпорт Каунти», Питер сыграл за «Линфилд» единственную игру, где его команда проиграла загребскому «Динамо» со счётом 2:0.
В январе 2010 года был взят «Линфилдом» в полугодичную аренду, а сезона 2010/11 вновь на постоянной основе стал выступать за «синих», отметив своё возвращение в чемпионат очередной победой в споре бомбардиров.

## Сборная
За сборную Северной Ирландии сыграл 8 матчей и забил 1 гол.

### Международная статистика
| Матчи Томпсона за сборную Северной Ирландии | Матчи Томпсона за сборную Северной Ирландии | Матчи Томпсона за сборную Северной Ирландии | Матчи Томпсона за сборную Северной Ирландии | Матчи Томпсона за сборную Северной Ирландии | Матчи Томпсона за сборную Северной Ирландии |
| ------------------------------------------- | ------------------------------------------- | ------------------------------------------- | ------------------------------------------- | ------------------------------------------- | ------------------------------------------- |
| №                                           | Дата                                        | Оппонент                                    | Счёт                                        | Голы Томпсона                               | Соревнование                                |
| 1                                           | 15 ноября 2005                              | Португалия                                  | 1:1                                         | —                                           | Товарищеский матч                           |
| 2                                           | 1 марта 2006                                | Эстония                                     | 1:0                                         | —                                           | Товарищеский матч                           |
| 3                                           | 21 мая 2006                                 | Уругвай                                     | 0:1                                         | —                                           | Товарищеский матч                           |
| 4                                           | 26 мая 2006                                 | Румыния                                     | 0:2                                         | —                                           | Товарищеский матч                           |
| 5                                           | 6 февраля 2007                              | Уэльс                                       | 0:0                                         | —                                           | Товарищеский матч                           |
| 6                                           | 6 февраля 2008                              | Болгария                                    | 0:1                                         | —                                           | Товарищеский матч                           |
| 7                                           | 26 марта 2008                               | Грузия                                      | 4:1                                         | —                                           | Товарищеский матч                           |
| 8                                           | 19 ноября 2008                              | Венгрия                                     | 5:0                                         | —                                           | Товарищеский матч                           |

Итого: 8 матчей / 0 голов забито; 2 победы, 2 ничьих, 4 поражения.